# Progens

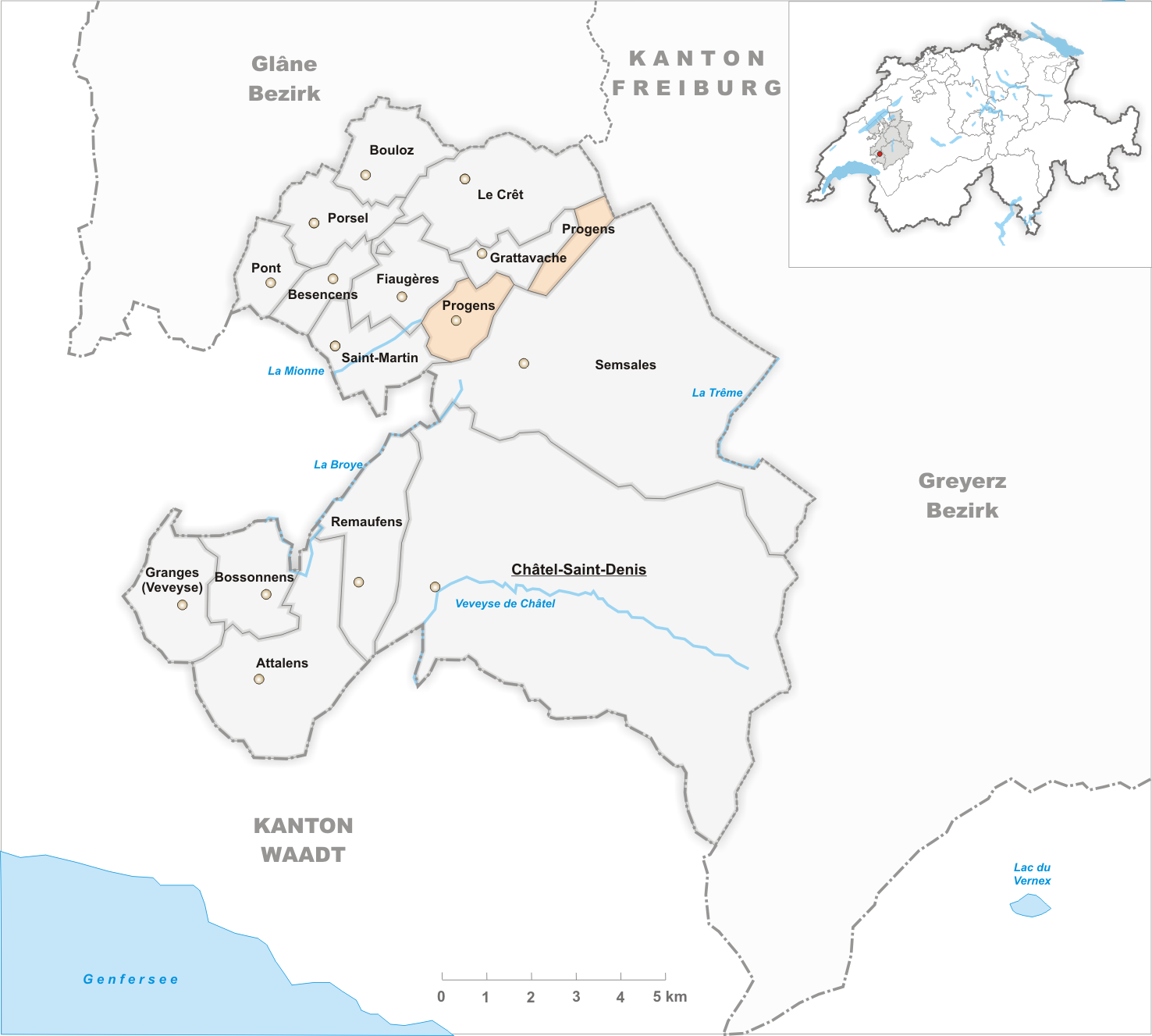
Gemeindestand vor der Fusion am 1. Januar 2004

Progens (frz. [pʀoʒɑ̃s]; fpr. [(a) pruːˈʣɛ̃], Proudzinⓘ) ist ein Dorf im Vivisbachbezirk des Schweizer Kantons Freiburg, das bis Ende 2003 zusammen mit dem Weiler La Verrerie die politische Gemeinde Progens bildete. Seit 2004 gehören beide Ortschaften zur durch Vereinigung mit Le Crêt und Grattavache neugeschaffenen Gemeinde La Verrerie.

## Geographie
Progens liegt auf 874 m ü. M., zwölf Kilometer westsüdwestlich von Bulle (Luftlinie). Das Dorf erstreckt sich an aussichtsreicher Lage auf einem Höhenrücken zwischen den Oberläufen von Broye im Süden und Mionna im Norden, im Molassehügelland der Haute-Veveyse im südwestlichen Freiburger Mittelland, nahe dem Alpennordrand. Die ehemalige Gemeindefläche betrug rund 3,7 km². Der frühere Gemeindeboden war in zwei Teile getrennt. Der Hauptteil umfasste den Höhenzug von Progens (bis 899 m ü. M.), begrenzt von den Talniederungen der Mionna und des Canal des Rogigues (Seitenbach der Broye). Eine langgezogene Exklave erstreckte sich nordöstlich des Dorfes beidseits der Autobahn A12 und reichte bis in die Moorniederung im Einzugsbereich der Sionge.

## Bevölkerung
Mit 277 Einwohnern (2002) zählte Progens vor der Fusion zu den kleinen Gemeinden des Kantons Freiburg. Zur Streusiedlungsgemeinde Progens gehörten auch die Siedlung La Verrerie (832 m ü. M.) am Nordrand der Talniederung des Canal des Rogigues sowie mehrere Hofsiedlungen und Einzelhöfe.
Einwohnerzahlen: Volkszählungsdaten    1914: Betriebsschliessung der Glashütte in La Verrerie (siehe Abschnitt "Wirtschaft")

## Wirtschaft
Progens war bis in die zweite Hälfte des 20. Jahrhunderts ein vorwiegend durch die Landwirtschaft geprägtes Dorf. Während des 19. Jahrhunderts war das Gebiet durch die Glashütte von Semsales geprägt, die sich im Ortsteil La Verrerie befand. Sie stellte ihren Betrieb im Jahr 1914 ein.
Noch heute haben die Milchwirtschaft, die Viehzucht und in geringerem Mass der Ackerbau einen wichtigen Stellenwert in der Erwerbsstruktur der Bevölkerung. Weitere Arbeitsplätze sind im lokalen Kleingewerbe und im Dienstleistungssektor vorhanden, unter anderem in Betrieben der Holzverarbeitung. In den letzten Jahrzehnten hat sich Progens dank seiner attraktiven Lage auch zu einer Wohngemeinde entwickelt. Viele Erwerbstätige sind deshalb Wegpendler, die hauptsächlich in den Regionen Bulle, Châtel-Saint-Denis und Oron arbeiten.

## Verkehr
Das Dorf liegt abseits der grösseren Durchgangsstrassen an einer Verbindungsstrasse von La Verrerie nach Saint-Martin. Der nächste Anschluss an die Autobahn A12, die seit 1981 von Bern bis Vevey durchgehend geöffnet ist, befindet sich rund 7 km vom Ortskern entfernt. Am 23. Juli 1903 wurde die Bahnlinie von Châtel-Saint-Denis nach Bulle mit einer Haltestelle bei La Verrerie (auf dem Gemeindeboden von Semsales) in Betrieb genommen. Progens selbst besitzt keine direkte Anbindung an das Netz des öffentlichen Verkehrs.

## Geschichte
Das Gebiet von Progens war bereits zur Römerzeit besiedelt. Die ersten urkundlichen Erwähnungen des Ortes als Progin stammen von 1324 und 1355; der Ortsname ist abgeleitet von einem römischen Gentilnamen *Probius mit dem Suffix -ānum, das in Südgallien und Italien zur Bezeichnung eines Landguts nach dem Besitzer verbreitet war.
Im Mittelalter hatten die Herren von Oron und die Kastlanei von Rue Güter und Ländereien auf dem Gebiet von Progens. Im 14. Jahrhundert kam das Dorf durch einen Erbgang an die Grafen von Greyerz. Nachdem der letzte Graf von Greyerz 1554 Konkurs gemacht hatte, ging Progens 1555 in den Besitz von Freiburg über und wurde in der Folge der Vogtei Rue zugeordnet.
Nach dem Zusammenbruch des Ancien Régime (1798) gehörte das Dorf während der Helvetik und der darauf folgenden Zeit zum damaligen Bezirk Rue, bevor es 1848 in den Bezirk Veveyse eingegliedert wurde. Mit dem Bau der Glashütte Ende des 18. Jahrhunderts erlebte das Gebiet vor allem während des 19. Jahrhunderts eine wirtschaftliche Prosperität. Die Glashütte von Semsales zählte zu dieser Zeit zu den bedeutendsten Glasherstellern der Schweiz. Progens gehörte bis 1888 zur Kirchgemeinde Saint-Martin, danach wurde es eine selbständige Pfarrei.
Im Rahmen der vom Kanton Freiburg seit 2000 geförderten Gemeindefusionen votierten die Stimmberechtigten von Progens im September 2003 mit einer Ja-Mehrheit von 90 % für die Fusion ihrer Gemeinde mit Grattavache und Le Crêt. Mit Wirkung auf den 1. Januar 2004 entstand deshalb die Gemeinde La Verrerie, die nach der ehemaligen Glashütte benannt wurde.